# Radio CB

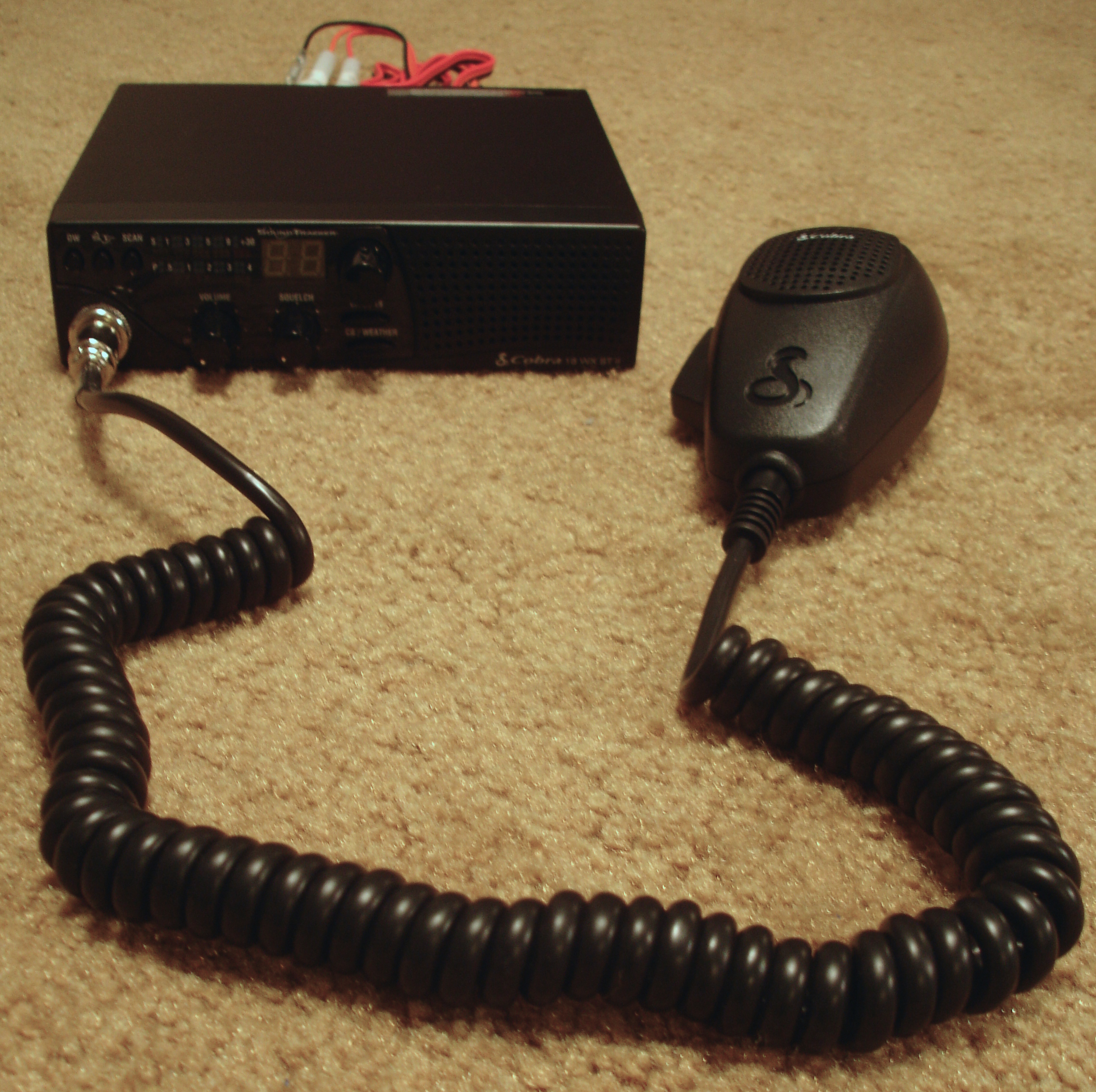
Stație mobilă CB radio Cobra 18 WX ST II cu microfon

Banda (radio) civilă (în engleză Citizens' Band) este reprezentat de intervalul de frecvențe electromagnetice cuprins între 26,960 – 27,410 MHz, pentru a cărui utilizare nu este necesară obținerea unei licențe din partea oricărui organ de control la nivel internațional.
Banda de frecvențe exclude canalele având frecvențele centrate pe 26,995 MHz, 27,045 MHz, 27,095 MHz, 27,145 MHz și 27,195 MHz, a căror parametri tehnici de funcționare au fost stabiliți de ANCOM(ce reprezintă acest acronim?) prin Decizia 311/2016 (cu modificările și completările ulterioare), ce reglementează frecvențele (benzile) radio exceptate de la regimul de licențiere.
Folosirea intervalului de frecvente delimitat de banda civilă oferă posibilitatea de a comunica prin intermediul undelor radio pe distanțe variabile (strâns legate de puterea emițătorului folosit) și oferă o gamă largă de posibilități de utilizare, precum agrement; informare; siguranță etc. Cel mai utilizat canal este centrat pe frecvența 27,225 MHz (canal 22) și este folosit in special de către conducătorii de autovehicule pentru diverse informații.
Distanța pe care se poate transmite de echipamente de emisie - recepție este influențată de mulți factori, precum formele de relief; condiții metro ce separa două sau mai multe stații; precum si de puterea transmițătorului. Deoarece conversațiile în această bandă se fac în mod simplex, fiecare participant la conversație va trebui să aștepte până ce interlocutorul său va încheia transmiterea mesajului propriu pentru a comunica in mod inteligibil.